# Tripolina

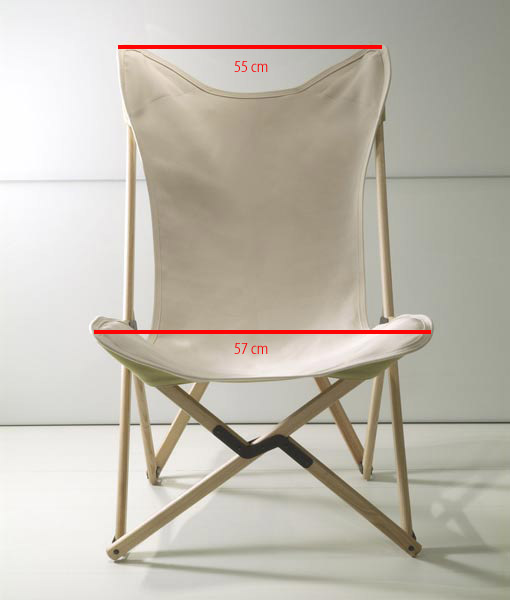
Sedia Tripolina - vista frontale

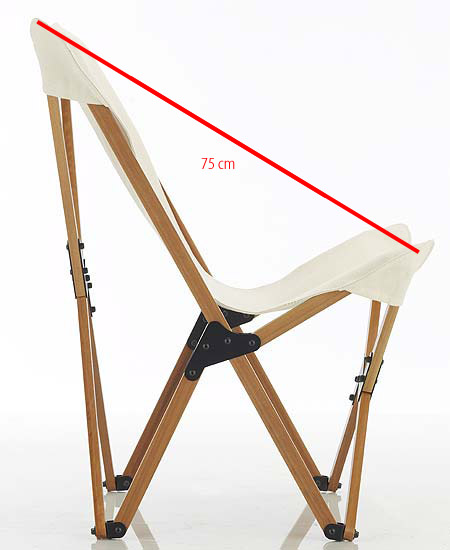
Sedia Tripolina - vista laterale

La Tripolina è una seduta pieghevole in legno, metallo e tessuto. Facile da montare e da smontare, il disegno versatile della sedia utilizza una tela di canapa con le tasche che slittano sopra la struttura. Una sacca fatta su misura per contenerla, ne rende facile il trasporto.
La sedia Tripolina è stata introdotta per la prima volta al pubblico alla Fiera Internazionale di St. Louis nel 1904 da Joseph B. Fenby, che ne brevettò il disegno nel 1877. L'autore originale della sedia è in realtà anonimo.
La sedia ha ispirato considerevolmente un numero indeterminato di altre sedie pieghevoli, la famosa BKF Chair ad esempio, che usa le parti curve del metallo al posto del legno e la sedia Kenia di Vico Magistretti.
Uno dei primi usi conosciuti della sedia Tripolina è stato di supporto per le truppe britanniche nelle campagne di guerra del XIX secolo.